# Stilobezzia afrotropica
Stilobezzia afrotropica är en tvåvingeart som beskrevs av Clastrier 1991. Stilobezzia afrotropica ingår i släktet Stilobezzia och familjen svidknott.
Artens utbredningsområde är Guinea. Inga underarter finns listade i Catalogue of Life.